# 三戸県
三戸県（さんのへけん）は、1869年（明治2年）に盛岡藩領の一部であった陸中国北西部、陸奥国東部を管轄するために明治政府によって設置された県。現在の岩手県北西部、青森県東部、秋田県北東部を管轄した。本項では前身の北奥県（ほくおうけん）、九戸県（くのへけん）、第1次八戸県（はちのへけん）についても記す。

## 概要
戊辰戦争で奥羽越列藩同盟を結成して盟主となった仙台藩の先兵として新政府軍に抗った盛岡藩は、表高20万石から明治政府が仙台藩から没収した白石城に13万石で減転封されるなどの制裁処分を受けた。その際、陸奥国二戸郡および北郡、三戸郡の一部、陸中国鹿角郡および九戸郡の一部は盛岡藩から分離され、明治政府の直轄の下野黒羽藩取締地となり、北奥県と称した。
その後、同地に九戸県が設置され、八戸県（第1次）、三戸県への移転・改称を経て、1869年（明治2年）11月28日、本県の一部地域に会津藩が移封されて斗南藩が立藩し、残部が江刺県に編入されたことにより廃止された。

## 沿革
- 明治元年12月7日（1869年1月19日） - 盛岡藩のうち明治政府より戊辰戦争の責任を問われて減封された地域が明治政府直轄となり、北郡・三戸郡・二戸郡が弘前藩取締地となる。
- 明治2年
  - 2月8日（1869年3月20日） - 弘前藩の取締に対する住民の反対により黒羽藩取締地となり、北奥県[1]を設置。
  - 8月7日（1869年9月12日） - 北奥県の区域をもって九戸県を設置（県庁の位置の詳細は不明）。
  - 9月13日（1869年10月17日） - 県庁を陸奥国三戸郡八戸町に移転することを予定して八戸県（第1次）に改称（八戸藩の後身である第2次八戸県とは別）。
  - 9月19日（1869年10月23日） - 県庁を陸奥国三戸郡三戸に移転し、三戸県に改称。
  - 11月28日（1869年12月30日） - 一部地域に斗南藩が立藩。残部を江刺県に編入。同日三戸県廃止。

## 管轄地域
「旧高旧領取調帳」の記述が江刺県、斗南藩への編入後のため詳細は不明。
- 陸奥国
  - 二戸郡
  - 北郡の一部（残部は七戸藩）
  - 三戸郡の一部（残部は八戸藩）
- 陸中国
  - 鹿角郡

本県廃止後、陸奥国二戸郡、北郡、三戸郡の一部が斗南藩、陸中国鹿角郡および二戸郡が江刺県となっている。

## 歴代知事

### 九戸県
- 明治2年8月7日（1869年9月12日） - 明治2年9月13日（1869年10月17日） ： 権知事・林友幸（前盛岡県大参事、元山口藩士）

### 八戸県（第1次）
- 明治2年9月13日（1869年10月17日） - 明治2年9月19日（1869年10月23日） ： 権知事・村上光雄（元黒羽藩士）

### 三戸県
- 明治2年9月19日（1869年10月23日） - 明治2年11月28日（1869年12月30日） ： 知事・村上光雄（前八戸県権知事）